# 上高地乗鞍林道

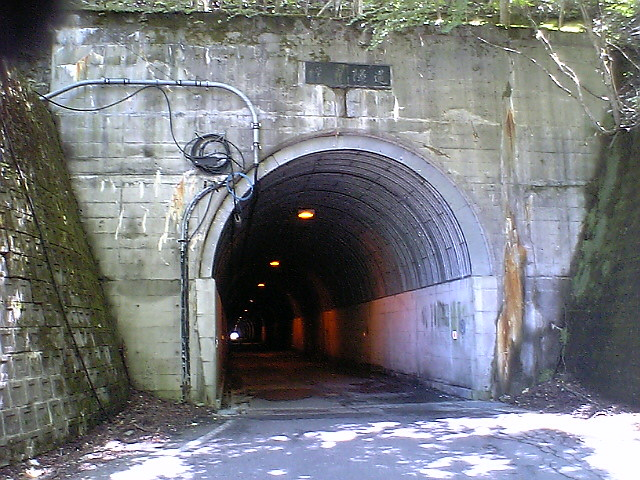
蛭窪トンネル

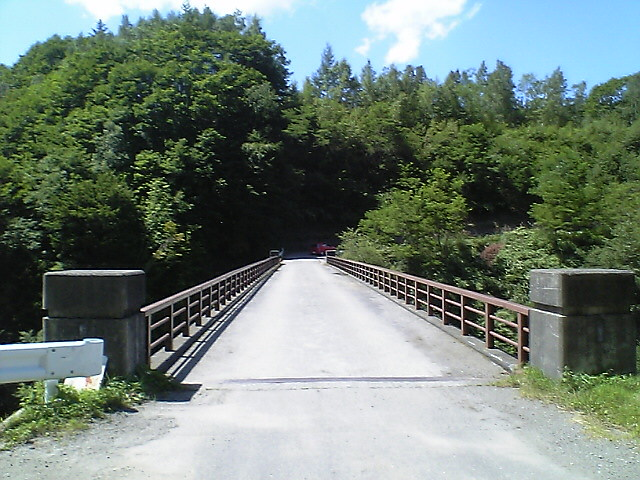
白樺橋

上高地乗鞍林道（かみこうちのりくらりんどう）は、長野県松本市にある道路である。正式名称は林道奈川安曇線といい、通称で上高地乗鞍林道、又は上高地乗鞍スーパー林道と称する。2008年度より無料開放。
奈川温泉から乗鞍高原温泉（A区間、15.3km）、乗鞍高原温泉から白骨温泉（B区間、6.7km）、そして白骨温泉から安房峠（C区間、13.1km）の3区間からなる。うちC区間は、2003年1月5日に発生した雪崩に伴う橋梁等の流失により、現在に至るまで閉鎖されている。

## 概要
- 起点：長野県松本市奈川（黒川渡）
- 終点：長野県松本市安曇 （中の湯）
- 延長：35.1km
- 利用期間：以下を参照
- 供用開始：1972年（昭和47年）6月
- 管理：奈川温泉～乗鞍高原（A区間）・乗鞍高原～白骨温泉（B区間）：松本市建設部維持課、白骨温泉～安房峠（C区間）：松本市環境エネルギー部森林環境課[1]

## 通行料と利用期間（現在は無料）
- 奈川温泉～乗鞍高原温泉（A区間）
  - 大型 : 1820円
  - 中型 : 1420円
  - 小型 : 860円
  - 二輪 : 310円
  - 冬季は、積雪や路面の凍結状態をみて閉鎖となる。
- 乗鞍高原温泉～白骨温泉（B区間）
  - 大型 : 950円
  - 中型 : 680円
  - 小型 : 420円
  - 二輪 : 210円
  - 2008年の通年無料化以前は長野県道300号白骨温泉線が冬期閉鎖期間中のみ白骨温泉へ至る唯一の車道として通行無料であった。現在県道白骨温泉線は改良により通年通行可能。
- 白骨温泉～安房峠（C区間）
  - 大型 : 1070円
  - 中型 : 810円
  - 小型 : 560円
  - 二輪 : 260円
  - 閉鎖（通年通行不可）

## 社会実験
当林道は通行量の減少により赤字経営が続くため、乗鞍高原への観光客が増える2007年7月28日から8月26日までの30日間に渡って通行料を無料にする実験を行った。その結果、2005年度に比べて交通量が30%以上増えた（2006年度は大雨で通行止めが続いたことから比較対象にはしていない）ことから2008年からは通年無料化することになった。

## 接続路線
- 長野県道26号奈川木祖線（A区間の閉鎖された箇所で接続しているため、本道を利用して県道26号に至ることはできない）
- 長野県道84号乗鞍岳線（乗鞍エコーライン）
- 長野県道300号白骨温泉線
- 国道158号（閉鎖されているC区間で接続しているため、本道を利用して国道158号に至ることはできない）